# ときめきアイドル
『ときめきアイドル』は、コナミデジタルエンタテインメントより配信されていたスマートフォン用音楽ゲームアプリ。オンラインサービス期間は2018年3月20日 - 2019年1月15日。
運営サービス終了後、通信を行わずにプレイ可能な「オフライン版ver2.0」が配信されている。ジャンル名は「学園アイドルコミュニケーション」。運営サービス中は基本プレイ無料（アイテム課金制）、運営サービス終了後は無料（課金なし）。略称は『ときドル』。

## 概要
2017年9月15日に『ときめきメモリアル』シリーズの新展開として発表され、同日に事前登録の受付が開始された。
本作では「プリンセスリパブリック音楽学院」のアイドル科に在籍する15人のアイドル候補生が登場する。主人公であるプレイヤーは寮長兼プロデューサーとしてアイドル達を「メロディアスライブ」の頂点に導くことが目標となる。
アイドルを目指す女の子たちと日々の生活を共にすることで得られる「ときめき」がゲームのメインコンセプトになっている。
ゲームの大まかな流れは、リズムゲームであるライブを行いプロデューサーのレベルを上げ、ゲージがたまると発生するコミュによってメンバーたちの友好度をあげていき、ストーリーを進めていく。
グラフィックは3Dモデルが使用されている。モバイルVRに対応しており、一部のモードではモバイルVRゴーグルを使用してプレイできる。また、スマートフォンのジャイロ機能でも同じ体験が楽しめる設計になっている。
アイドル達が着る衣装や楽曲には往年のコナミタイトルが元ネタになっているものも多い。
2018年11月15日にオンラインサービスが終了することが発表され、2019年1月15日をもってオンラインによるサービスを終了し、オフライン版へと移行された。
オンラインサービス終了後も新曲の発売や、ラジオや情報番組の配信、ライブイベントの開催、公式X（旧・Twitter）での『ときドルダイアリー』の連載、ファンブックの発売などの展開が継続して行われた。
2025年5月16日をもってオフライン版の配信を終了。これに伴い公式Xの更新も停止された。

## ゲームシステム
「コミュニケーション」「リズムゲーム」「お着替え」の3要素が主軸になっている。「VRモード」または「ジャイロモード」も搭載されている。
学生寮では場所を移動してアイドル達の日常の姿を見ることができ、画面をタッチして会話ができる。アイテムをプレゼントするとお返しのアイテムが貰える。ストーリーはメインの「ゲームストーリー」、個別の「メンバーストーリー」、女の子同士のプライベートな会話が見られる「ガールズストーリー」がある。
メニュー内の「着替え」で衣装の着せ替えとアクセサリーの着脱が可能で、「ホーム衣装」と「ライブ衣装」をそれぞれ設定できる。衣装はガチャやイベントなどで手に入る。また、「撮影」では衣装を着せたアイドルを撮影でき、ポーズ・表情・背景の変更も可能。
ライブは楽曲と参加アイドルを選択するとリズムゲームがスタートし、上から流れてくるアイコンをタイミングに合わせてタッチしてクリアを目指す。難易度は「EASY」「NORMAL」「HARD」「EXTREME」の4つあり、EXTREMEはHARDをクリアすると登場する。アイドルのカードのレベルはライブ参加で得られる経験値や、クリア報酬などで得られる「育成ポイント」の消費で上がる。「デッキ編成」でアイドル5人分のメインカード1枚とサブカード2枚をそれぞれセットし、ライブでは「スキル」が自動発動する。新しい楽曲は「プロデューサーレベル」が上がると解放されていく。一度プレイした楽曲はオート機能の「おまかせライブ」を選択することも可能で、アイドル達の育成度と調子により結果が決まる。判定サポート等に依存しない実力を評価する「テクニックリザルト」もおまかせライブに反映され、フルコンボなどの再現も可能。楽曲とアイドルのダンスを観賞できる「MVモード」も搭載されている。
ライブをクリアすることで溜まる「コミュメーター」が一杯になると個別の「コミュイベント」が発生し、選択したアイドルとのレッスンや会話ができる。その時点でのアイドルとの「友好度」によってアイドルの反応が変化する。また、レッスンの結果や会話の選択肢次第でコミュ報酬がランクアップする。コミュ報酬は「友好度レベルアップ」のゲージと「スキルブースト」があり、スキルブーストは表示される有効時間の間にライブを行う際に補助効果が指定回数分のみ発動する。
同様に「メロディアスメーター」を溜めていくと「メロディアスライブ」に出場でき、15人全員のおまかせライブになる。成功させると友好度が大きく上がるほか、ファン数が増えて「アイドルグレード」と「プロダクショングレード」が上がる。最下層のFグレードから始まり、それぞれに称号が付いている。

## オフライン版
2019年1月15日の運営サービス終了とともに公開された「オフライン版ver2.0」では、プレイデータを引き継ぐことができ、引き続きリズムゲーム、コミュ、着替えなどをプレイ可能で、新規にプレイを開始することもできる。
ゲーム中の課金要素は撤廃されている一方、運営サービス中に開催されていたイベントで手に入れることができた限定衣装や未実装だった衣装がオフライン版配信とともに実装されており、コミュを進めることなどで手に入るガチャチケットを使うことで入手することが可能になっている。また、メンバーストーリーの最終章も合わせて配信と同時に公開された。

## 登場人物
結城 秋葉（ゆうき あきは）
声 - 日岡なつみ
学年：高等部1年生 / 誕生日：9月20日 / 星座：乙女座 / 血液型：O型 / 身長：155cm / 好き：昼寝、クレープ / 苦手：フラニーの説教、勉強 / ユニット：C＃
「いつも笑顔で元気よく！」がモットー。小学生の頃に自分を笑顔にしてくれたアイドルに憧れて自分もアイドルを目指すようになった。「アイドルはみんなを笑顔にする存在」と考え、自分もそうありたいと願っている。思い立ったら即行動に移し、空回りすることも多いが失敗しても前向きに努力を続ける。
月島 美奈都（つきしま みなと）
声 - 鈴木みのり
学年：高等部1年生 / 誕生日：6月15日 / 星座：双子座 / 血液型：A型 / 身長：156cm / 好き：ピアノ、歌 / 苦手：コーヒー、だらしない大人 / ユニット：C＃
幼い頃からピアノを習い、叔母の薦めで学院を受験した。アイドルを目指している訳ではなく、戸惑いながらアイドル活動を始めることになる。純粋で真っ直ぐな性格であり、大人の社交辞令などは好まない。生真面目なところを秋葉や夏海によく茶化されており、そっけない態度をとりながら照れ隠しで髪をいじる癖がある。
田中 フランチェスカ（たなか フランチェスカ）
声 - 和久井優
学年：高等部2年生 / 誕生日：5月26日 / 星座：双子座 / 血液型：A型 / 身長：160cm / 好き：おばあちゃん、佃煮 / 苦手：辛いもの、整頓されてない場所 / ユニット：C＃
愛称は「フラニー」。 イタリア人の父親と日本人の母親を持つ。生まれも育ちも日本であり、祖母の影響でお茶や演歌など好みも渋い。自分にも他人にも厳しい優等生で、理想のアイドル像を巡り秋葉とぶつかることもある。野々香とは実家が近所で幼馴染であり、彼女と一緒の時は普段よりも砕けた表情を見せる。
川口 夏海（かわぐち なつみ）
声 - 川井田夏海
学年：高等部2年生 / 誕生日：10月3日 / 星座：天秤座 / 血液型：AB型 / 身長：156cm / 好き：お祭り、焼肉、料理 / 苦手：お祭りの直後、勉強 / ユニット：Rhythmixxx
お祭り騒ぎが好きで、自称「チームで一番ハッピが似合う女」。「気持ちよく空腹になる」ためにダンスをしていく内にアイドルを目指すようになった。似た者同士の秋葉とは意気投合することが多い。港町の洋食屋で生まれ育ち、幼い頃から手伝いをしていたため料理が得意。特製「メガ・土鍋プリン」は寮内でも好評で、特に春子は毎日作ってもらっている。
青山 つばさ（あおやま つばさ）
声 - 青山吉能
学年：高等部2年生 / 誕生日：12月7日 / 星座：射手座 / 血液型：O型 / 身長：161cm / 好き：ダンス、掃除洗濯 / 苦手：アドリブ / ユニット：Rhythmixxx
真面目で人当たりの良いしっかり者。ボーイッシュなイメージと裏腹に女子力が高い。夏海とは中等部の頃からダンスを通じた友人同士で、人を疑うことを知らないためよく彼女にだまされている。後輩の小幸村のことを気にかけ可愛がっており、彼女の成長を自分のことのように嬉しく思っている。
真田 小幸村（さなだ こゆきむら）
声 - 高木友梨香
学年：高等部1年生 / 誕生日：2月6日 / 星座：水瓶座 / 血液型：A型 / 身長：156cm / 好き：時代劇、たべられるもの / 苦手：空腹、お化け / ユニット：Rhythmixxx
田舎育ちで畑仕事が得意。祖父の影響で時代劇が好きになり、「いつか時代劇に出演したい」と願い芸能界を目指すようになった。おっとりしていて優しく、夏海など先輩たちによくいじられている。食べ物は特に白いご飯が好きで、常にご飯に合う美味しいおかずを求めている。すぐ空腹になるため「燃費の悪さはトップクラス」と言われている。
片桐 奈々菜（かたぎり ななな）
声 - 稲川英里
学年：高等部1年生 / 誕生日：5月10日 / 星座：牡牛座 / 血液型：AB型 / 身長：156cm / 好き：ギター、バナナ / 苦手：集団行動、フラニーの説教 / ユニット：ソーファンタスティック
独特の感性を持ち、「ギターを弾けて、歌っていられれば幸せ」と考えている。一人称が「アイアム」などの怪しげな英語や口調は、「心の師匠」と仰ぐ「越後のシューベルト」と呼ばれる伝説のシンガーの影響。自由奔放で集団行動が苦手なため、1人でフラフラしてはフランチェスカに怒られている。
日比野 記子（ひびの のりこ）
声 - 陽向さおり
学年：高等部2年生 / 誕生日：11月9日 / 星座：蠍座 / 血液型：B型 / 身長：155cm / 好き：クイズ、読書 / 苦手：運動 / ユニット：ソーファンタスティック
眼鏡をかけた文系少女。基本的に真面目だがお茶目なところもあり、微笑んで毒舌を吐くこともある。料理はそこそこ出来るようではあるが極度の辛党らしく作るカレーは激辛カレーになってしまうため他のメンバーからは止められている。映画鑑賞や読書のほかクイズが好きで、常に早押しクイズ練習用のボタン器具を持ち歩いている。作詞作曲が得意で、アイドル科に入る前から奈々菜とバンド活動（ベース担当）をしており、相方として日々を楽しんでいる。奈々菜共々、同じユニットの美翠を溺愛しており、時々美翠の匂いをかいでは「おひさまみたいな匂い」と称して可愛がっている。
立川 美翠（たちかわ みどり）
声 - 井上ほの花
学年：中等部3年生 / 誕生日：3月20日 / 星座：魚座 / 血液型：A型 / 身長：153cm / 好き：運動、朱音ちゃん / 苦手：セロリ / ユニット：ソーファンタスティック
しっかり者で体を動かすのが好き。双子の姉の朱音とは幼い頃から常に一緒に行動しており、なんでもこなす姉を尊敬している。奈々菜と感性が近く彼女の抽象的すぎる演技指導を理解でき、素直な性格や何でも吸収しようとする前向きな姿勢を気に入られている。
立川 朱音（たちかわ あかね）
声 - 山下七海
学年：中等部3年生 / 誕生日：3月20日 / 星座：魚座 / 血液型：A型 / 身長：153cm / 好き：二度寝、昼寝、夜更かし / 苦手：努力 / ユニット：クッキーパラダイス
才能と直感でなんでもこなす天才タイプ。しかしぐうたらで飽きっぽく何事も長続きせず、寝ながらトップアイドルになれる方法を探している。双子の妹の美翠を大事にしており、妹のためなら尽力を惜しまないがその姿を人に見られるのは避けている。
草壁 野々香（くさかべ ののか）
声 - 近藤玲奈
学年：高等部1年生 / 誕生日：9月29日 / 星座：天秤座 / 血液型：A型 / 身長：155cm / 好き：お菓子作り、イラスト描き / 苦手：うなぎ / ユニット：クッキーパラダイス
幼馴染のフランチェスカを追いかけて学院に入学した。いずみなど下級生たちの面倒を見ることが多いが、天然系ゆえによくツッコまれている。お菓子作りではクッキーの神様にお願いしながら焼くと美味しくなると信じている。裁縫も得意で普段からスケッチブックにデザインを書き溜めており、フランチェスカの衣装を作ったこともあるほか、学院ではアイドル衣装のデザインの手伝いもしている。
伊澄 いずみ（いずみ いずみ）
声 - 藤川茜
学年：中等部2年生 / 誕生日：2月22日 / 星座：魚座 / 血液型：AB型 / 身長：152cm / 好き：ゲーム（特にレトロゲーム） / 苦手：静電気 / ユニット：クッキーパラダイス
『グラディウス』シリーズの続編の制作をお願いするためにアイドルとして有名になろうとしている。デジタルだけでなくアナログゲームにも造詣が深い。あらゆることを「カン」で解決しようとしており、実はそれなりに物事を考えているが本人はあまり自覚していない。家族や親戚にはゲーム関係職が多い。また、本人は「ビデオゲーム消失の未来を回避するためにゲームアイドルとして活動している」という設定にしている。
日毬 みさき（ひまり みさき）
声 - 岩倉あずさ
学年：中等部1年生 / 誕生日：8月21日 / 星座：獅子座 / 血液型：B型 / 身長：150cm / 好き：みんな、動物 / 苦手：怖い話 / ユニット：クッキーパラダイス
小学生の頃から役者をしており、年少ながらアイドル科では先輩にあたる。みんなのことが大好きで、褒められると素直に喜び、先輩として胸を張る姿は周囲を和ませている。飼育委員もこなす動物好きで、ことあるごとに動物園や水族館に行きたがっている。
三田 希少（みた れあ）
声 - 金田アキ
学年：高等部3年生 / 誕生日：1月25日 / 星座：水瓶座 / 血液型：B型 / 身長：158cm / 好き：コーヒー、MMORPG、FPS / 苦手：虫、後衛 / ユニット：Virtual Kiss
アイドル科創設時のテストメンバー「ゼロ期生」の1人。春子とは中等部からの腐れ縁で、強い信頼関係で結ばれている。普段はぼうっとしており周囲からはミステリアスな人物と思われているが、仕事になるとスイッチが入る。重度のMMORPGゲーマーで大規模ギルドの幹部も務めており、放っておくとご飯も食べずパソコンの前に居座ることもある。その為、メンバーの作る夜食（小幸村のおにぎり、つばさのサンドイッチなど）をよく差し入れてもらっている。
朝霧 春子（あさぎり はるこ）
声 - 早瀬莉花
学年：高等部3年生 / 誕生日：4月10日 / 星座：牡羊座 / 血液型：A型 / 身長：157cm / 好き：和菓子、プリン / 苦手：高いところ / ユニット：Virtual Kiss
理事長と共にアイドル科を立ち上げた「ゼロ期生」。小学生の頃から芸能界で活躍している。優しくおっとりしているが、内に秘めた情熱は熱い。面倒見がよく、周囲のお姉さん的存在として憧れられている。アイドル科の可能性を信じてみんなでトップを取るために活動しており、自身もみんなに負けないために努力しようという向上心を持っている。

## 用語
プリンセスリパブリック音楽学院
きらめき市の南に位置する、中高一貫の女子学校。歴史ある学校でありつつも枠にとらわれない自由な校風を持ち、音楽を志す生徒に人気が高い。校内はとても広く、多くの生徒が通っている。
学年別の色として1年生が黄色・2年生が赤・3年生が青となっており、高等部制服と中等部制服のリボンタイ、練習着のジャージの一部と運動靴の靴紐に用いられている。
アイドル科は創設から間もなく、希少と春子が創設前の「ゼロ期生」で他の13人は「1期生」。
理事長の言葉は「日々是、生活の全てをレッスンと思え」。
学生寮
アイドル科の生徒たちが暮らしている女子寮。レッスン室や談話室など様々な施設が揃っている。寮長の主人公以外は全員女性。
「ネコセンパイ」と呼ばれる赤いスカーフが巻かれた先住猫がおり、寮内で可愛がられている。有用なアイテムをくれることもある。VRモードまたはジャイロモードでは視線を合わせることで「ネコ視点」も体験できる。
メロディアスライブ
全国のアイドルグループが競い合うステージ。15人のアイドル候補生たちの憧れでトップを目指す。

## プロモーション
『東京ゲームショウ2017』のコナミブースにおいて2017年9月23日・9月24日に先行試聴CD『ときめきアイドル 〜Prologue CD Try to Star〜』が無料配布された。また、9月24日にステージイベント『ときめきアイドル ON THE STAGE「Try to Star!!」』が同ブースで開催され、出演声優の日岡なつみ・鈴木みのり・和久井優が登壇した。
『BEMANI』シリーズの6機種に本作のテーマ曲である「DREAMING-ING!!」が2017年10月19日に収録された。その記念として公式Twitterでは事前登録キャンペーンが開始され、アイドルの1人である片桐奈々菜が描かれたオリジナルe-AMUSEMENT PASSのプレゼント企画も行われた。収録楽曲は順次追加され、特設ページにおいて収録情報が公開されている。
2018年2月10日発売の『コンプティーク』2018年3月号では本作が巻頭特集され、2大付録としてピンナップ付きイラスト小冊子『ときめきアイドル Illust Collection 〜On Stage & Off Shot〜』とスペシャルCD『ときめきアイドル 〜Special CD ABOVE THE HORIZON〜』が付属した。
2018年4月30日にAKIHABARAゲーマーズ本店で、CD『DREAMING-ING!!』および『恋時雨』の発売記念イベントが開催され、声優の日岡なつみ、鈴木みのり、和久井優によるトークショーが行われた。

## ドラマCD
もっと！ ときめきアイドル ～featuring 青山つばさ＆川口夏海～
2020年3月18日にコナミスタイル限定で発売。Rhythmixxxの日常を描いたストーリーが展開される。また、ボーナストラックとして本作中で使用されているBGMが収録されている。
| #   | タイトル                               | 作詞 | 作曲・編曲 | 備考        |
| --- | -------------------------------------- | ---- | ---------- | ----------- |
| 1.  | 「Episode 1 アドリブって難しい編」     |      |            |             |
| 2.  | 「Episode 2 ユニット反省会編」         |      |            |             |
| 3.  | 「Episode 3 つばさと夏海と朝の一幕編」 |      |            |             |
| 4.  | 「Morning Music」                      |      |            | BONUS TRACK |
| 5.  | 「ホーム画面」                         |      |            | BONUS TRACK |
| 6.  | 「シナリオ01」                         |      |            | BONUS TRACK |
| 7.  | 「シナリオ02」                         |      |            | BONUS TRACK |
| 8.  | 「シナリオ03」                         |      |            | BONUS TRACK |
| 9.  | 「シナリオ04」                         |      |            | BONUS TRACK |
| 10. | 「シナリオ05」                         |      |            | BONUS TRACK |
| 11. | 「シナリオ06」                         |      |            | BONUS TRACK |
| 12. | 「シナリオ07」                         |      |            | BONUS TRACK |
| 13. | 「シナリオ08」                         |      |            | BONUS TRACK |
| 14. | 「コミュリザルト」                     |      |            | BONUS TRACK |
| 15. | 「ガチャ01」                           |      |            | BONUS TRACK |
| 16. | 「ガチャ02」                           |      |            | BONUS TRACK |

## Webラジオ
『ときドルParadise』はYouTubeにて2019年3月25日から放送されているWebラジオ番組。本作に登場するキャラクターがラジオパーソナリティとして、ときめきアイドルprojectのCDや楽曲の最新情報を紹介するという内容。
|        | 出演者                                                 | 回数  | 初回公開日     | 最終回公開日   |
| ------ | ------------------------------------------------------ | ----- | -------------- | -------------- |
| 第1期  | 藤川茜（伊澄いずみ 役）、陽向さおり（日比野記子 役）   | 全7回 | 2019年3月25日  | 2019年9月4日   |
| 臨時版 | 青山吉能（青山つばさ 役）、高木友梨香（真田小幸村 役） | 全2回 | 2019年10月23日 | 2019年11月27日 |
| 第2期  | 川井田夏海（川口夏海 役）、井上ほの花（立川美翠 役）   | -     | 2019年12月25日 | -              |

## CD

### マキシシングル

#### DREAMING-ING!!
2018年1月17日発売（GFCA-434 / GFCA-435）。
DISC1
1. DREAMING-ING!![注 5]
歌：ときめきアイドル project[メンバー 1]
作詞：高瀬愛虹、作曲・編曲：no_my
2. トキメキ☆ミライ
歌：ときめきアイドル project[メンバー 1]
作詞：羽鳥百合子、作曲・編曲：石川陽泉
3. Twin memories W
歌：立川美翠（井上ほの花）、立川朱音（山下七海）
作詞：WINBEE、作曲：コナミ矩形波倶楽部、編曲：高橋浩平
4. DREAMING-ING!!（Game Ver.）
5. トキメキ☆ミライ（Game Ver.）
6. Twin memories W（Game Ver.）
7. DREAMING-ING!!（Off Vocal）
8. トキメキ☆ミライ（Off Vocal）
9. Twin memories W（Off Vocal）

DISC2
1. DREAMING-ING!!(結城秋葉(CV:日岡なつみ) Ver.)
2. DREAMING-ING!!(月島美奈都 (CV: 鈴木みのり) Ver.)
3. DREAMING-ING!!(田中フランチェスカ (CV:和久井優) Ver.)
4. DREAMING-ING!!(川口夏海 (CV: 川井田夏海) Ver.)
5. DREAMING-ING!!(青山つばさ (CV: 青山吉能) Ver.)
6. DREAMING-ING!!(真田小幸村 (CV: 高木友梨香) Ver.)
7. DREAMING-ING!!(片桐奈々菜 (CV: 稲川英里) Ver.)
8. DREAMING-ING!!(日比野記子 (CV: 陽向さおり) Ver.)
9. DREAMING-ING!!(立川美翠 (CV: 井上ほの花) Ver.)
10. DREAMING-ING!!(立川朱音 (CV: 山下七海) Ver.)
11. DREAMING-ING!!(草壁野々香 (CV: 近藤玲奈) Ver.)
12. DREAMING-ING!!(伊澄いずみ (CV: 藤川 茜) Ver.)
13. DREAMING-ING!!(日毬みさき (CV: 岩倉あずさ) Ver.)
14. DREAMING-ING!!(三田希少 (CV: 金田アキ) Ver.)
15. DREAMING-ING!!(朝霧春子 (CV: 早瀬莉花) Ver)
16. Twin memories W(立川美翠 (CV: 井上ほの花) Ver.)
17. Twin memories W(立川朱音 (CV: 山下七海) Ver.)

#### 恋時雨
2018年3月14日発売（GFCA-436）。
1. 恋時雨
歌：月島美奈都（鈴木みのり）、片桐奈々菜（稲川英里）
作詞・作曲・編曲：松本健
2. 冒険デイズ☆
歌：ときめきアイドル project "ソーファンタスティック"（片桐奈々菜（稲川英里）、日比野記子（陽向さおり）、立川美翠（井上ほの花））
作詞・作曲：lull、編曲：佐々木聡作・lull
3. 二人の時 Side SR
歌：ときめきアイドル project "Virtual Kiss"（三田希少（金田アキ）、朝霧春子（早瀬莉花））
作詞：ときめき作詞実行委員会、作曲：めたるゆーき、編曲：吉澤ゆーじ・塚田忠昭
4. Jewelry days
歌：結城秋葉（日岡なつみ）、月島美奈都（鈴木みのり）、真田小幸村（高木友梨香）、片桐奈々菜（稲川英里）、草壁野々香（近藤玲奈）
作詞・作曲・編曲：sky_delta
5. 恋時雨（Game Ver.）
6. 冒険デイズ☆（Game Ver.）
7. 二人の時 Side SR（Game Ver.）
8. Jewelry days（Game Ver.）
9. 恋時雨（Off Vocal）
10. 冒険デイズ☆（Off Vocal）
11. 二人の時 Side SR（Off Vocal）
12. Jewelry days（Off Vocal）

コナミスタイル特典
闘え！ダダンダーンⅤ Another Mix
歌：田中フランチェスカ（和久井優）、青山つばさ（青山吉能）、立川朱音（山下七海）、伊澄いずみ（藤川茜）、三田希少（金田アキ）
作詞・作曲：コナミ矩形派倶楽部、編曲：佐々木聡作

#### カン違いSummer Days
2018年7月11日発売（GFCA-437）。
1. カン違いSummer Days
歌：ときめきアイドル project[メンバー 1][44]
作詞・作曲：押田誠、編曲：佐々木聡作
2. ray after rain
歌：青山つばさ（青山吉能）、立川朱音（山下七海）[45]
作詞・作曲：chacol、編曲：佐々木聡作
3. SUN2 SUMMER STEP!
歌：川口夏海（川井田夏海）、立川美翠（井上ほの花）、三田希少（金田アキ）[46]
作詞・作曲・編曲：lull
4. わがままパーリナイ
歌：真田小幸村（高木友梨香）、日毬みさき（岩倉あずさ）、朝霧春子（早瀬莉花）[47]
作詞・作曲・編曲：秋吉奏吾
5. カン違いSummer Days (Game Ver.)
6. ray after rain (Game Ver.)
7. SUN2 SUMMER STEP! (Game Ver.)
8. わがままパーリナイ (Game Ver.)
9. カン違いSummer Days (Off Vocal)
10. ray after rain (Off Vocal)
11. SUN2 SUMMER STEP! (Off Vocal)
12. わがままパーリナイ (Off Vocal)

#### Smiling Passion
2018年12月12日発売（GFCA-456）。2019年1月19日にAKIHABARAゲーマーズ本店にて発売記念イベントが開催され、真田小幸村役の高木友梨香と伊澄いずみ役の藤川茜が出演した。オリコンランキング最高78位。
1. Smiling Passion
歌：結城秋葉（日岡なつみ）、川口夏海（川井田夏海）、伊澄いずみ（藤川茜）
作詞・作曲・編曲：lull
2. 君がいた季節
歌：立川朱音（山下七海）、日毬みさき（岩倉あずさ）
作詞・作曲・編曲：lull
3. フィフネルの宇宙服
歌：伊澄いずみ（藤川茜）
作詞：大内正徳、作曲：コナミデジタルエンタテインメント（村井聖夜）、編曲：佐々木聡作
4. invisible rain -Singing with the Piano-
歌：月島美奈都（鈴木みのり）
作詞・作曲：ko-ta、編曲：林そよか
5. Smiling Passion (Game Ver.)
6. 君がいた季節 (Game Ver.)
7. フィフネルの宇宙服 (Game Ver.)
8. invisible rain - Singing with the Piano- (Game Ver.)
9. Smiling Passion (Off Vocal)
10. 君がいた季節 (Off Vocal)
11. フィフネルの宇宙服 (Off Vocal)
12. invisible rain - Singing with the Piano- (Off Vocal)

#### Believers-ING!!
2019年3月13日発売（GFCA-457）。オリコンランキング最高88位。
1. Believers-ING!!
歌：ときめきアイドル project "Rhythmixxx"（川口夏海（川井田夏海）、青山つばさ（青山吉能）、真田小幸村（高木友梨香））
作詞： やしきん（F.M.F）、 Konami Digital Entertainment（亀井順一）、作曲・編曲： やしきん（F.M.F）
2. Magic Hour
歌：片桐奈々菜 (稲川英里)
作詞： 山本メーコ、作曲・編曲： 観世朱雀
3. もっと！モット！ときめき
歌：真田小幸村 (高木友梨香)
作詞：SANOPPI & 2番をつくらなくちゃね！実行委員会、作曲：めたるゆーき、編曲：佐々木聡作
4. Believers-ING!! (川口夏海 (CV: 川井田夏海) Ver.)
5. Believers-ING!! (青山つばさ (CV: 青山吉能) Ver.)
6. Believers-ING!! (真田小幸村 (CV: 高木友梨香) Ver.)
7. Believers-ING!! (Game Ver.)
8. Magic Hour (Game Ver.)
9. もっと！モット！ときめき (Game Ver.)
10. Believers-ING!! (川口夏海 (CV: 川井田夏海) Game Ver.)
11. Believers-ING!! (青山つばさ (CV: 青山吉能) Game Ver.)
12. Believers-ING!! (真田小幸村 (CV: 高木友梨香) Game Ver.)
13. Believers-ING!! (Off Vocal)
14. Magic Hour (Off Vocal)
15. もっと！モット！ときめき (Off Vocal)

#### 絆 -resonance-
2019年6月12日発売。（GFCA-458）。購入特典として前々段収録の「フィフネルの宇宙服」を作曲者である村井聖夜がリミックスした「フィフネルの宇宙服 ～アウター・スペース・ミックス～ Radio Edition」のダウンロードコードが付属した。オリコンランキング最高87位。
1. 絆 -resonance-
歌：ときめきアイドル project "C#"（結城秋葉 （日岡なつみ）、月島美奈都（鈴木みのり）、田中フランチェスカ （和久井優））
作詞・作曲・編曲：lull
2. セツナセカイ
歌：結城秋葉（日岡なつみ）、田中フランチェスカ（和久井優）、青山つばさ（青山吉能）、日比野記子（陽向さおり）、朝霧春子（早瀬莉花）
作詞：磯谷佳江、作曲：小野貴光、編曲：玉木千尋
3. トキメキ☆ミライ (C# Ver.)
4. トキメキ☆ミライ (Rhythmixxx Ver.)
5. トキメキ☆ミライ (ソーファンタスティック Ver.)
6. トキメキ☆ミライ (クッキーパラダイス Ver.)
7. トキメキ☆ミライ (Virtual Kiss Ver.)
8. 絆 -resonance- (Game Ver.)
9. セツナセカイ (Game Ver.)
10. トキメキ☆ミライ (C# Game Ver.)
11. トキメキ☆ミライ (Rhythmixxx Game Ver.)
12. トキメキ☆ミライ (ソーファンタスティック Game Ver.)
13. トキメキ☆ミライ (クッキーパラダイス Game Ver.)
14. トキメキ☆ミライ (Virtual Kiss Game Ver.)
15. 絆 -resonance- (Off Vocal)
16. セツナセカイ (Off Vocal)

#### Joyful Days!
2019年12月11日発売（GFCA-470）。オリコンランキング最高105位。
1. Joyful Days!
歌：ときめきアイドル project  "クッキーパラダイス"（立川朱音（山下七海）、草壁野々香（近藤玲奈）、伊澄いずみ（藤川茜）、日毬みさき（岩倉あずさ））
作詞：水野マリナ、株式会社コナミデジタルエンタテインメント、作曲：佐藤優樹、編曲：佐々木総作[56][57]
2. 勇気の神様
歌：川口夏海（川井田夏海）
作詞：竹廣将史、作曲：メタルユーキ、編曲：要田健[58][59]
3. Joyful Days! (Game Ver.)
4. 勇気の神様 (Game Ver.)
5. Joyful Days! (立川朱音 (CV: 山下七海) Ver.)
6. Joyful Days! (草壁野々香 (CV: 近藤玲奈) Ver.)
7. Joyful Days! (伊澄いずみ (CV: 藤川茜) Ver.)
8. Joyful Days! (日毬みさき (CV: 岩倉あずさ) Ver.)
9. Joyful Days! (立川朱音 (CV: 山下七海) Game Ver.)
10. Joyful Days! (草壁野々香 (CV: 近藤玲奈) Game Ver.)
11. Joyful Days! (伊澄いずみ (CV: 藤川茜) Game Ver.)
12. Joyful Days! (日毬みさき (CV: 岩倉あずさ) Game Ver.)
13. Joyful Days! (Off Vocal)
14. 勇気の神様 (Off Vocal)

#### 青春Dreamers ～Tomorrow is another day～
2020年3月18日発売（GFCA-00471）。オリコンランキング最高91位。
1. 青春Dreamers ～Tomorrow is another day～
歌：ときめきアイドル project "ソーファンタスティック"（片桐奈々菜（稲川英里）、日比野記子（陽向さおり）、立川美翠（井上ほの花））
作詞・作曲：株式会社コナミデジタルエンタテインメント (亀井順一)、編曲：佐々木聡作
2. あなたに会えて
歌：朝霧春子（早瀬莉花）
作詞：竹廣将史、作曲：メタルユーキ、編曲：佐々木聡作
3. 青春Dreamers ～Tomorrow is another day～ (Game Ver.)
4. あなたに会えて (Game Ver.)
5. 青春Dreamers ～Tomorrow is another day～ (片桐奈々菜 (CV: 稲川英里) Ver.)
6. 青春Dreamers ～Tomorrow is another day～ (日比野記子 (CV: 陽向さおり) Ver.)
7. 青春Dreamers ～Tomorrow is another day～ (立川美翠 (CV: 井上ほの花) Ver.)
8. 青春Dreamers ～Tomorrow is another day～ (片桐奈々菜 (CV: 稲川英里) Game Ver.)
9. 青春Dreamers ～Tomorrow is another day～ (日比野記子 (CV: 陽向さおり) Game Ver.)
10. 青春Dreamers ～Tomorrow is another day～ (立川美翠 (CV: 井上ほの花) Game Ver.)
11. 青春Dreamers ～Tomorrow is another day～ (Off Vocal)
12. あなたに会えて (Off Vocal)

#### 夏空Shining
2020年6月17日発売（GFCA-00472）。オリコンランキング最高117位。
1. 夏空Shining
歌：ときめきアイドル project "Virtual Kiss"（三田希少 (金田アキ), 朝霧春子 (早瀬莉花)）
作詞・作曲：水流ともゆき、編曲：佐々木聡作
2. My Dear...
歌：田中フランチェスカ (和久井 優)
作詞：長沢ゆりか、作曲：土井淳一、編曲：佐々木聡作
3. 夏空Shining (Game Ver.)
4. My Dear... (Game Ver.)
5. 夏空Shining (三田希少 (CV: 金田アキ) Ver.)
6. 夏空Shining (朝霧春子 (CV: 早瀬莉花) Ver.)
7. 夏空Shining (三田希少 (CV: 金田アキ) Game Ver.)
8. 夏空Shining (朝霧春子 (CV: 早瀬莉花) Game Ver.)
9. 夏空Shining (Off Vocal)
10. My Dear... (Off Vocal)

#### キボウノウタ
2020年9月16日発売（GFCA-473）。オリコンランキング最高95位。
1. キボウノウタ
歌：ときめきアイドル project "C#"（結城秋葉 （日岡なつみ）、月島美奈都（鈴木みのり）、田中フランチェスカ （和久井優））
作詞・作曲：株式会社コナミデジタルエンタテインメント（亀井順一）、編曲：佐々木聡作[66]
2. 僕らのステキ
歌：青山つばさ（青山吉能）
作詞：戸沢暢美、作曲：前田克樹、編曲：佐々木聡作[66]
3. キボウノウタ (Game Ver.)
4. 僕らのステキ (Game Ver.)
5. キボウノウタ (結城秋葉 (CV: 日岡なつみ) Ver.)
6. キボウノウタ (月島美奈都 (CV: 鈴木みのり) Ver.)
7. キボウノウタ (田中フランチェスカ (CV: 和久井 優) Ver.)
8. キボウノウタ (結城秋葉 (CV: 日岡なつみ) Game Ver.)
9. キボウノウタ (月島美奈都 (CV: 鈴木みのり) Game Ver.)
10. キボウノウタ (田中フランチェスカ (CV: 和久井 優) Game Ver.)
11. キボウノウタ (Off Vocal)
12. 僕らのステキ (Off Vocal)

#### Keep the Faith
2020年12月16日発売（GFCA-00474）。オリコンランキング最高136位。
1. Keep the Faith
歌：ときめきアイドル project "Rhythmixxx"（川口夏海（川井田夏海）、青山つばさ（青山吉能）、真田小幸村（高木友梨香））
作詞・作曲・編曲：lull
2. 星空のパワー
歌：日毬みさき（岩倉あずさ）
作詞：秋山奈津、作曲：桐岡麻季、編曲：佐々木聡作
3. Keep the Faith (Game Ver.)
4. 星空のパワー (Game Ver.)
5. Keep the Faith (川口夏海 (CV: 川井田夏海) Ver.)
6. Keep the Faith (青山つばさ (CV: 青山吉能) Ver.)
7. Keep the Faith (真田小幸村 (CV: 高木友梨香) Ver.)
8. Keep the Faith (川口夏海 (CV: 川井田夏海) Game Ver.)
9. Keep the Faith (青山つばさ (CV: 青山吉能) Game Ver.)
10. Keep the Faith (真田小幸村 (CV: 高木友梨香) Game Ver.)
11. Keep the Faith (Off Vocal)
12. 星空のパワー (Off Vocal)

### アルバム

#### ときめきアイドル Song Collection
2018年9月5日発売（GFCA-00438/9）。2枚組。初のCD化となる楽曲のほかに、過去にシングルでリリースされた楽曲、および「カン違いSummer Days」の各キャラクターのソロバージョンを含む全32曲を収録している。オリコンランキング最高60位。
初回封入特典として歌唱パート割を変えた「カン違いSummer Days (Another Mix)」をダウンロードできるダウンロードコードが付属された。また、コナミスタイルオリジナル特典として、「もっと！モット！ときめき Full Ver.」（歌：真田小幸村 (CV: 高木友梨香) ）のダウンロードコードが付属された。

##### Disc1
1. トキメキ☆ミライ
2. Jewelry days
3. Future Smile
歌：ときめきアイドル project  "C#"（結城秋葉（日岡なつみ）、月島美奈都（鈴木みのり）、田中フランチェスカ（和久井優））
作詞・作曲：lull、編曲：佐々木聡作
4. 冒険デイズ☆
5. ハルイチバン
6. 恋のパズルマジック
歌：ときめきアイドル project "Rhythmixxx"（川口夏海（川井田夏海）、青山つばさ（青山吉能）、真田小幸村（高木友梨香））
作詞：銀ノ介、作曲・編曲：Konami Amusement (Sota Fujimori)
7. Strawberry Chu♡Chu♡
歌：ときめきアイドル project  "クッキーパラダイス"（立川朱音（山下七海）、草壁野々香（近藤玲奈）、伊澄いずみ（藤川茜）、日毬みさき（岩倉あずさ））
作詞：昆真由美、作曲・編曲：Konami Amusement (T.Kakuta)
8. しゃかりきリレーション
9. お月様のメロディー
歌：日比野記子（陽向さおり）
作詞：高瀬愛虹、作曲：no_my、編曲：高橋浩平、no_my
10. invisible rain
11. 恋時雨
12. Love Letter
歌：田中フランチェスカ（和久井優）、草壁野々香（近藤玲奈）[71]
作詞・作曲・編曲：山上智矢
13. SUN2 SUMMER STEP!
14. カン違いSummer Days
15. DREAMING-ING!!

##### Disc2
1. 闘え!ダダンダーンV
2. GRADIUS -Four Suite for Two Pianos-
作曲：コナミ矩形波倶楽部、編曲：林そよか、塚田忠昭
3. カン違いSummer Days (結城秋葉 (CV: 日岡なつみ) Ver.)
4. カン違いSummer Days (月島美奈都 (CV: 鈴木みのり) Ver.)
5. カン違いSummer Days (田中フランチェスカ (CV: 和久井優) Ver.)
6. カン違いSummer Days (川口夏海 (CV: 川井田夏海) Ver.)
7. カン違いSummer Days (青山つばさ (CV: 青山吉能) Ver.)
8. カン違いSummer Days (真田小幸村 (CV: 高木友梨香) Ver.)
9. カン違いSummer Days (片桐奈々菜 (CV: 稲川英里) Ver.)
10. カン違いSummer Days (日比野記子 (CV: 陽向さおり) Ver.)
11. カン違いSummer Days (立川美翠 (CV: 井上ほの花) Ver.)
12. カン違いSummer Days (立川朱音 (CV: 山下七海) Ver.)
13. カン違いSummer Days (草壁野々香 (CV: 近藤玲奈) Ver.)
14. カン違いSummer Days (伊澄いずみ (CV: 藤川茜) Ver.)
15. カン違いSummer Days (日毬みさき (CV: 岩倉あずさ) Ver.)
16. カン違いSummer Days (三田希少 (CV: 金田アキ) Ver.)
17. カン違いSummer Days (朝霧春子 (CV: 早瀬莉花) Ver.)

#### ときめきアイドル Song Collection 2
2019年9月4日発売（GFCA-00459/60）。2枚組。過去にシングルでリリースされた楽曲に加え、『ときめきメモリアルドラマシリーズ Vol.1 虹色の青春』の「出会えて良かった」の新規カバーやWEBラジオ「ときドルParadise」のスペシャル・バージョンを収録している。コナミスタイル特典として、「ときドルParadise」の第1回から第6回までの音源ダウンロードコードが付属。オリコンランキング最高122位。

##### Disc1
1. Believers-ING!!
2. Smiling Passion
3. わがままパーリナイ
4. Twin memories W
5. もっと！モット！ときめき
6. 出会えて良かった
歌：草壁野々香（近藤玲奈）
作詞：秋山奈津、作曲：小西真理、編曲：佐々木聡作
7. ray after rain
8. セツナセカイ
9. 二人の時 Side SR
10. Magic Hour
11. フィフネルの宇宙服
12. 君がいた季節
13. 絆 -resonance-

##### Disc2
1. 絆 -resonance- chamber ensemble version
2. フィフネルの宇宙服 ～アウター・スペース・ミックス～
歌：伊澄いずみ（藤川茜）
作詞：大内正徳、作曲・編曲：コナミデジタルエンタテインメント（村井聖夜）
3. 闘え！ダダンダーンＶ Another Mix
4. ときドル Paradise Special Ver.
パーソナリティ：日比野記子（陽向さおり）、伊澄いずみ（藤川茜）

#### ときめきアイドル Song Collection 3
2021年3月10日発売（GFCA-00475）。2枚組。コナミスタイルでは本作のイラストや開発資料、イベントで演じられた朗読劇台本を収録したファンブックが付属した特別版として販売された。

##### Disc1
1. ときめきアイドル Overture[注 8]
作曲：ときめきアイドル project
2. Joyful Days!
3. 僕らのステキ
4. 勇気の神様
5. 星空のパワー
6. あなたに会えて
7. 夏空Shining
8. 青春Dreamers ～Tomorrow is another day～
9. My Dear...
10. 星空のリグレット
歌：立川朱音（山下七海）
作詞・作曲：株式会社コナミデジタルエンタテインメント（亀井順一）[76]
11. Keep the Faith
12. my way, my answer
歌：結城秋葉（日岡なつみ）、月島美奈都（鈴木みのり）、青山つばさ（青山吉能）
作詞：本木咲黒、作曲：小野貴光[77]
13. 春らんまん
歌：三田希少（金田アキ）
作詞・作曲：株式会社コナミデジタルエンタテインメント（亀井順一）[78]
14. キボウノウタ

##### Disc2
1. my way, my answer (結城秋葉 (CV: 日岡なつみ) Ver.)
2. my way, my answer (月島美奈都 (CV: 鈴木みのり) Ver.)
3. my way, my answer (青山つばさ (CV: 青山吉能) Ver.)
4. my way, my answer (Game Ver.)
5. my way, my answer (結城秋葉 (CV: 日岡なつみ) Game Ver.)
6. my way, my answer (月島美奈都 (CV: 鈴木みのり) Game Ver.)
7. my way, my answer (青山つばさ (CV: 青山吉能) Game Ver.)
8. 星空のリグレット (Game Ver.)
9. 春らんまん (Game Ver.)
10. my way, my answer (Off Vocal)
11. 星空のリグレット (Off Vocal)
12. 春らんまん (Off Vocal)
13. カン違いSummer Days -Another Mix-

### 非売品

#### ときめきアイドル 〜Prologue CD Try to Star〜
2017年9月23日・9月24日に『東京ゲームショウ2017』のコナミブースで無料配布（TIDL-001）。
1. DREAMING-ING!!（Game Ver.）
歌：ときめきアイドル project[メンバー 1]
作詞：高瀬愛虹、作曲・編曲：no_my
2. Jewelry days（Game Ver.）
歌：結城秋葉（日岡なつみ）、月島美奈都（鈴木みのり）、真田小幸村（高木友梨香）、片桐奈々菜（稲川英里）、草壁野々香（近藤玲奈）
作詞・作曲・編曲：sky_delta
3. ハルイチバン（Game Ver.）
歌：川口夏海（川井田夏海）、日比野記子（陽向さおり）、立川美翠（井上ほの花）、日毬みさき（岩倉あずさ）、朝霧春子（早瀬莉花）
作詞・作曲：押田誠、編曲：佐々木聡作
4. Twin memories W（Game Ver.）
歌：立川美翠（井上ほの花）、立川朱音（山下七海）
作詞：WINBEE、作曲：コナミ矩形波倶楽部、編曲：高橋浩平
5. 闘え！ダダンダーンV（Game Ver.）
歌：田中フランチェスカ（和久井優）、青山つばさ（青山吉能）、立川朱音（山下七海）、伊澄いずみ（藤川茜）、三田希少（金田アキ）
作詞・作曲：コナミ矩形派倶楽部、編曲：佐々木聡作
6. しゃかりきリレーション（Game Ver.）
歌：結城秋葉（日岡なつみ）
作詞・作曲：押田誠、編曲：高橋浩平・押田誠
7. invisible rain（Game Ver.）
歌：月島美奈都（鈴木みのり）
作詞・作曲：ko-ta、編曲：高橋浩平・ko-ta
8. DREAMING-ING!!（Game Ver. / Off Vocal）
9. Jewelry days（Game Ver. / Off Vocal）
10. ハルイチバン（Game Ver. / Off Vocal）
11. Twin memories W（Game Ver. / Off Vocal）
12. 闘え！ダダンダーンV（Game Ver. / Off Vocal）
13. しゃかりきリレーション（Game Ver. / Off Vocal）
14. invisible rain（Game Ver. / Off Vocal）

#### ときめきアイドル 〜Special CD ABOVE THE HORIZON〜
『コンプティーク』2018年3月号（2018年2月10日発売）に付属。
1. 恋時雨（Game Ver.）
歌：月島美奈都（鈴木みのり）、片桐奈々菜（稲川英里）
作詞・作曲・編曲：松本健
2. 冒険デイズ☆（Game Ver.）
ときめきアイドル project "ソーファンタスティック"（片桐奈々菜（稲川英里）、日比野記子（陽向さおり）、立川美翠（井上ほの花））
作詞・作曲：lull、編曲：佐々木聡作・lull
3. 二人の時 Side SR（Game Ver.）
歌：ときめきアイドル project "Virtual Kiss"（三田希少（金田アキ）、朝霧春子（早瀬莉花））
作詞：ときめき作詞実行委員会、作曲：めたるゆーき、編曲：吉澤ゆーじ・塚田忠昭
4. DREAMING-ING!!（Game Ver.）
歌：ときめきアイドル project[メンバー 1]
作詞：高瀬愛虹、作曲・編曲：no_my
5. しゃかりきリレーション（Game Ver.）
歌：結城秋葉（日岡なつみ）
作詞・作曲：押田誠、編曲：高橋浩平・押田誠
6. invisible rain（Game Ver.）
歌：月島美奈都（鈴木みのり）
作詞・作曲：ko-ta、編曲：高橋浩平・ko-ta
7. Twin memories W（Game Ver.）
歌：立川美翠（井上ほの花）、立川朱音（山下七海）
作詞：WINBEE、作曲：コナミ矩形波倶楽部、編曲：高橋浩平
8. 闘え！ダダンダーンV（Game Ver.）
歌：田中フランチェスカ（和久井優）、青山つばさ（青山吉能）、立川朱音（山下七海）、伊澄いずみ（藤川茜）、三田希少（金田アキ）
作詞・作曲：コナミ矩形派倶楽部、編曲：佐々木聡作

## 音楽配信

### ときめきアイドル 〜Try to Star Full Version〜
2017年9月24日にANiUTaより配信開始。ANiUTaで配信されているものには結城秋葉、月島美奈都、田中フランチェスカの声優をそれぞれ務めている日岡なつみ、鈴木みのり、和久井優のコメントも収録されている。
1. DREAMING-ING!! （Full Ver.）
2. Jewelry days （Full Ver.）
3. ハルイチバン （Full Ver.）
4. Twin memories W （Full Ver.）
5. 闘え！ダダンダーンV （Full Ver.）
6. しゃかりきリレーション （Full Ver.）
7. invisible rain （Full Ver.）

## イベント
「Trial Live Performance 『Tokimeki Challenge♪ ～歌うよ！ときめきアイドル～』」と題するライブや朗読劇、トークなどで構成されたイベントが2018年9月から定期的に開催され、2021年7月にはコナミデジタルエンタテインメント主催のオンラインライブ「ときめきアイドル LIVE 2020 featuring Rhythmixxx ─ONLINE─」が開催された。
トキメキチャレンジ♪vol.1 ～歌うよ！ときめきアイドル～
- 開催日: 2018年9月29日
- 会場: パセラリゾーツ銀座店ベノア
- 出演: 日岡なつみ、高木友梨香、早瀬莉花、藤川茜

トキメキチャレンジ♪vol.2 〜歌うよ！ときめきアイドル2〜
- 開催日: 2018年11月3日 2回公演
- 会場: パセラリゾーツ銀座店ベノア
- 出演: 昼の部 井上ほの花、近藤玲奈、藤川茜、岩倉あずさ / 夜の部 川井田夏海、藤川茜、金田アキ、早瀬莉花

トキメキチャレンジ♪vol.3 ～歌うよ！ときめきアイドル～
- 開催日: 2019年1月26日
- 会場: パセラリゾーツ銀座店ベノア
- 出演: 和久井優、陽向さおり、藤川茜、岩倉あずさ

トキメキチャレンジ♪vol.4 〜歌うよ！ときめきアイドル〜
- 開催日: 2019年4月7日
- 会場: 秋葉原P.A.R.M.S
- 出演: 川井田夏海、青山吉能、高木友梨香、井上ほの花、藤川茜、岩倉あずさ

東京・秋葉原と大阪・道頓堀のカラオケ店ではライブビューイングも開催された。
トキメキチャレンジ♪vol.5 ～歌うよ！ときめきアイドル5～
- 開催日: 2019年8月4日 2回公演
- 会場: 浅草花やしき花劇場
- 出演: 井上ほの花、山下七海、藤川茜、岩倉あずさ

トキメキチャレンジ♪vol.6 ～歌うよ！ときめきアイドル～
- 開催日: 2019年11月17日 2回公演
- 会場: 浅草花やしき花劇場
- 出演: 和久井優、高木友梨香、藤川茜、早瀬莉花

トキメキチャレンジ♪vol.7 ～歌うよ！ときめきアイドル・ニャンニャンの日！ネコセンパイSP～
- 開催日: 2020年2月2日
- 会場: 浅草花やしき花劇場
- 出演: 井上ほの花、高木友梨香、藤川茜、早瀬莉花

Tokimeki Challenge Online!
- 開催日: 2020年11月22日
- 配信サービス: TwitCasting
- 出演: 井上ほの花、岩倉あずさ、藤川茜

ときめきアイドル LIVE 2020 featuring Rhythmixxx ─ONLINE─
- 開催日: 2021年7月4日
- 配信サービス: ニコニコ生放送、PIA LIVE STREAM
- 出演: 高木友梨香、川井田夏海、青山吉能、稲川英里、藤川茜、日岡なつみ

主催・企画はコナミデジタルエンタテインメント。当初は「ときめきアイドル Live2020 featuring Rhythmixxx」として2020年9月27日に日テレらんらんホールで開催される予定だったが、コロナ禍にともなう感染防止対策のため延期となり、ライブタイトルを「ときめきアイドル LIVE 2020 featuring Rhythmixxx ─ONLINE─」へと改めた上で無観客でのオンラインライブとして開催された
コナミデジタルエンタテインメントが配信しているVRバンド演奏ゲーム『BEAT ARENA』では、本ライブの開催を記念して「『ときめきアイドル』コラボアップデート」が配信された。

## 評価・分析
ライターの怪しい隣人は2018年3月25日にねとらぼで公開された記事において、本作について「ストレスなく遊べる、ベーシックなリズムゲーム」と評している。本作の特徴として「オートプレイ」と「15人全員が踊るメロディアスライブ」を挙げており、前者によってリズムゲームにおける「周回が大変である」という問題が解消されており、後者については今までのリズムゲームでは見られなかった多人数がステージで踊る姿が見ものであり、他社作品をよく研究して作られているアプリであると述べている。また、「マニア向けに濃い要素がどっさりと盛られている」点が本作の面白いところであると指摘しており、例として更新データのダウンロード中にバブルシステムの起動時に流れる曲が流れることや、伊澄いずみがコナミコマンドを口にしたり、イベントで『ラグランジュポイント』をプレイしていたりすることなどを挙げている。
CNET Japanの佐藤和也は2018年9月15日に公開された記事において、リズムゲームとしての本作について、「昨今のスマホゲームとしてオーソドックスなシステムとなっており、遊びやすくとっつきやすいものとなっている」と評している。軽快さを感じられる曲が揃っており、リズムゲームとして親しみやすく、ステージの表現もアイドルたちのダンスに加え、カメラワークにかなり動きがあり見ごたえのあるものになっていると述べている。おまかせライブの存在も遊びやすさのポイントであり、ただのオートプレイではなく自身のプレイの結果によっておまかせライブの結果が変わるようになっているところがリズムゲームのスキル要素をうまく落とし込んでいると評している。またリズムゲーム以外の部分について、学生寮でアイドル達が談笑している姿を見ることができたり、衣装やアクセサリのカスタマイズができたり、VRモードによって様々な距離からアイドルと接することが可能な点を挙げ、「眺めて楽しむ」要素が多数盛り込まれており、手軽にアイドルたちを身近に感じられる内容になっていると述べている。そして、「少し高めの年齢層を突く、ときめきメモリアルならびに往年のコナミゲームタイトルに関連したネタがあらゆるところにちりばめられている」点が他のアイドルをテーマとしたゲームコンテンツとの差別点になっていると述べ、初代作のエンディングテーマ「二人の時」やツインビーPARADISEのオープニングテーマ「Twin memories」などのアレンジ楽曲が実装されている点、オフボーカルの特別楽曲として『グラディウス』や『がんばれゴエモン』のBGMのアレンジ楽曲が実装されている点を挙げている。また楽曲以外についても下校イベント中に呼び名を変更できたり、レッスンイベントにおける演出も過去作を踏襲したものになっていること、さらにはキャラクターのセリフについても過去作のキャラクターのセリフを意識したものがあり、衣装やユニット名にもコナミタイトルに関係する名称がそれぞれ付けられており、「細かいところにまでシリーズやコナミタイトルのネタが使われている」と指摘している。キャラクターについては、15人それぞれが個性的でお気に入りのメンバーを見つけて楽しむのも1つの楽しみ方であると評しており、伊澄いずみ、片桐奈々菜と草壁野々香を紹介している。
一方で、運営サービス終了後の2019年1月22日に公開された記事において怪しい隣人は、運営サービス終了に至った理由について宣伝不足を挙げており、『コンプティーク』誌での取り上げはあったものの、それ以外に目立ったものがなく、出演声優によるライブイベントである「トキメキチャレンジ」を開催していたものの広報が稚拙で、公式twitterアカウントでのつぶやきも少なく「『声優ファン向けのアピール』『ゲーム外での活動アピール』が不足していた」と評しており、その結果往年のファンを顧客の中心に据えざるをえなくなったが、それでは採算が取れなかったのではないかと分析している。また、2018年5月末に開催されたゲーム内イベント「協力フェス」の出来が悪く、「余計な要素を入れて失敗した」と評しており、そのイベント向けの特攻ガチャが実装されたことで「突然締め付けが厳しくなってきた」という印象を感じ、その後8月末に開催されたゲーム内イベントである「アイドル対抗フェス」はまっとうな内容であったものの、その時点ですでにモチベーションが減衰していたと述べている。「キャラクターを魅力的に見せようという努力も感じられないゲーム」であったとも評しており、キャラクターとの交流コミュやストーリーの内容の薄さを挙げ、「15人の魅力的なアイドルとの交流を楽しむゲームではなく、一部の懐かしコンテンツ系アイドルだけが目立つ」結果になってしまっており、アピールが足りていなかったと指摘している。